# Charles Atlas

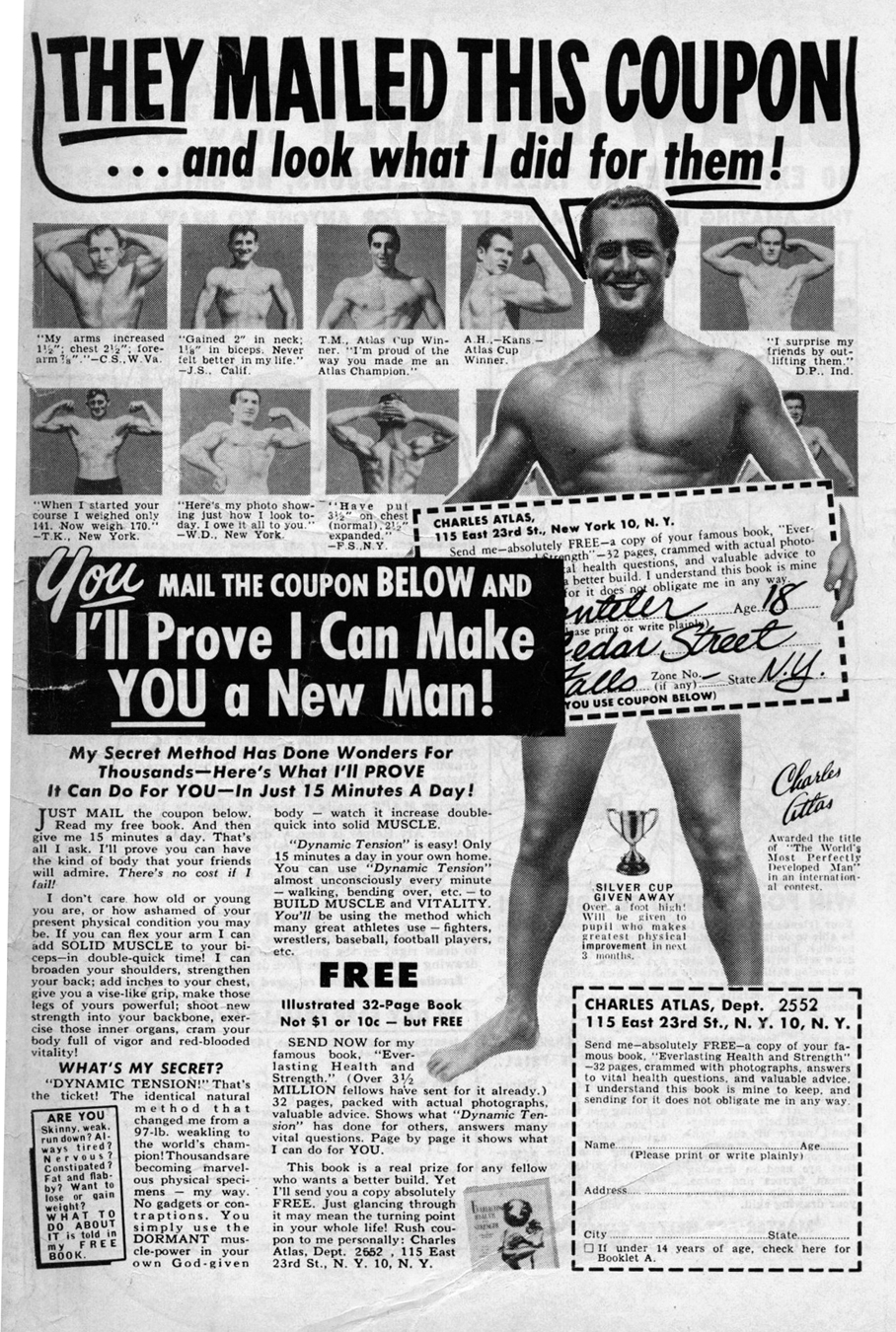
Anúncio publicado em revistas em quadrinhos

Ângelo Siciliano, mais conhecido por  Charles Atlas (Acri, Itália, 30 de outubro de 1892 - Nova Iorque, 23 de dezembro de 1972), foi um fisiculturista e autor de um método de exercícios isométricos para modelar o corpo. Comercializava um conjunto de apostilas em que ensinava seu método de exercícios, que ficou mais conhecido pelos anúncios em revistas em quadrinhos, numa das mais memoráveis campanhas publicitárias  de todos os tempos.
De acordo com o próprio Charles Atlas, ele desenvolveu seu corpo com uma série de exercícios que o tornaram o mais popular fisiculturista de seu tempo. Mudou seu nome depois de ver uma estátua de Atlas no topo de um hotel em Coney Island. Sua empresa, Charles Atlas Ltd. foi fundada em 1929 e continuava, em 2008, a comercializar métodos de exercícios físicos, sob a direção de Jeffrey C. Hogue.

## História

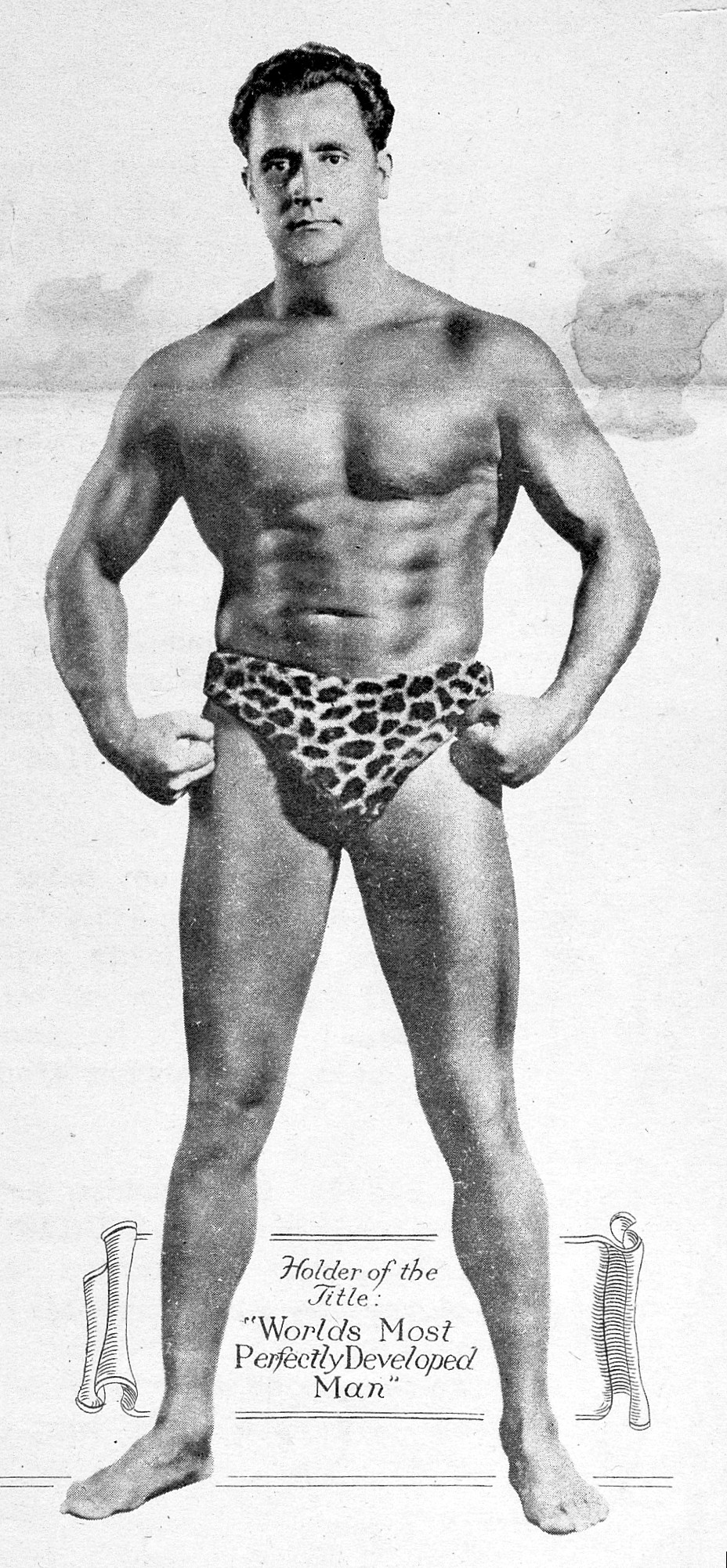
O jovem Charles Atlas eleito "O Homem mais Perfeitamente Desenvolvido do Mundo".

Nascido Angelo Siciliano (também chamado de Angelino) em Acri, na Calábria, Itália em 1892, ele se mudou para o Brooklyn, Nova York em 1905, adotou o nome Charles e se tornou um artesão que trabalhava com couro. Siciliano trabalhou duro para desenvolver seu físico; ele tentou muitas formas de exercício inicialmente, usando peso, resistência estilo-pulley, e ginástica calistênica. Isto não ajudou Atlas a definir seu corpo. Atlas foi inspirado por outros advogados da saúde e do fitness que precederam a ele. O mundialmente renomado Eugene Sandow, e Bernarr MacFadden, criador do "Cultura Física" ambos prepararam o cenário para Atlas.
Depois de ser intimidado, o jovem Siciliano entrou na ACM, e começou numerosas rotinas de exercícios. Ele se tornou obcecado pela força. Um dia, ele viu um tigre se espreguiçar no zoológico, e se perguntou, "Como será que o Senhor Tigre mantém sua condição física? Você já viu um tigre com barbilho?"[carece de fontes] Ele concluiu que leões e tigres se tornam fortes impondo um músculo contra o outro. Foi um dos responsáveis pela popularização dos exercícios físicos baseados na isometria.
Em 1921, Bernarr MacFadden, editor da revista "Cultura Física" premiou Atlas como "O Homem mais Perfeitamente Desenvolvido do Mundo" em um torneio realizado no Madison Square Garden [4] Atlas foi escolhido por um grupo multidisciplinar de especialistas em saúde, educadores, antropólogos, cientistas e médicos. Eles viram Atlas como o "corpo masculino perfeito", e colocaram suas medidas físicas em arquivo para a posteridade. [carece de fontes] Ele logo tomou o papel de homem forte no circo de Coney Island.

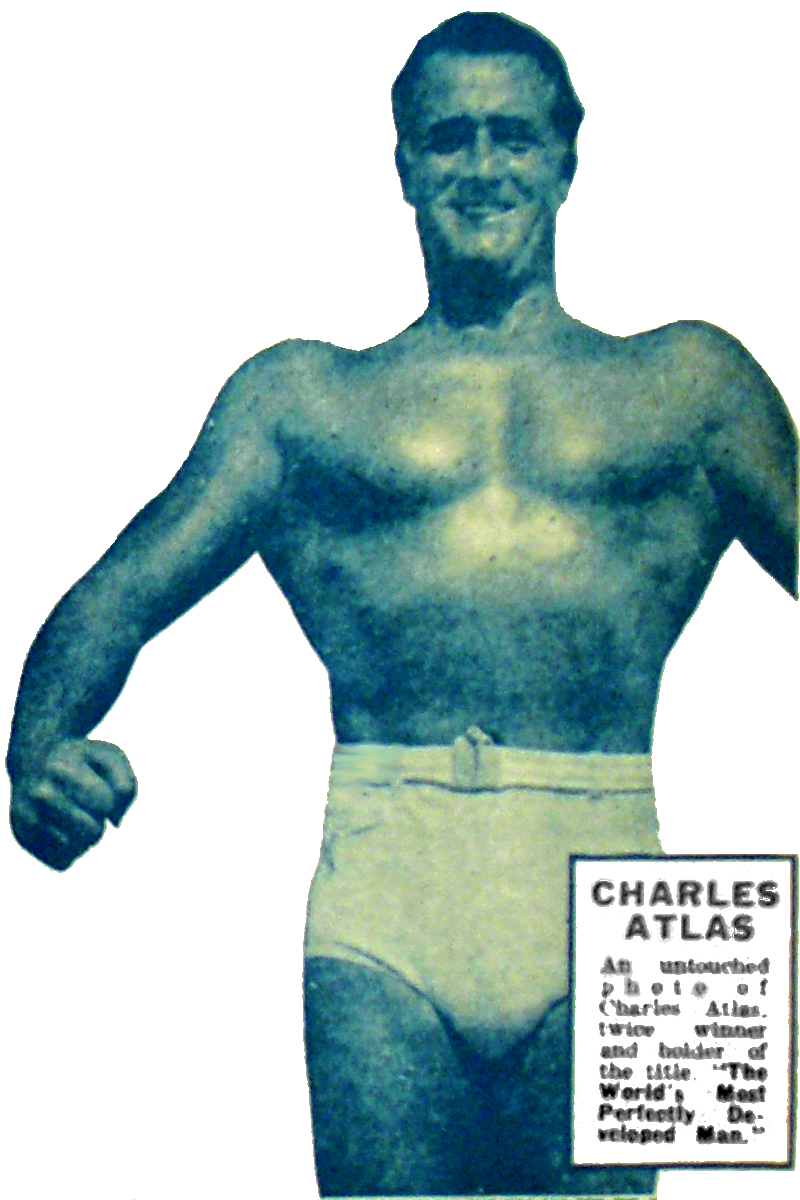
Anúncio de Charles Atlas do sistema de fisiculturismo "Tensão Dinâmica". Anúncio da revista Weird Tales (Setembro de 1941, vol. 36, no. 1).

## Morte
Feleceu de falência cardíaca aos 80 anos, depois de sua corrida diária na praia. O detalhe desta parada cardíaca é que ele acabara de sair do hospital vitima de um pequeno infarto e desobedecendo ordens médicas manteve sua rotina de exercícios diários. (deve salientar que sua família tem histórico de paradas cardíacas)[carece de fontes] Nesta época, as pessoas ainda estava escrevendo para ele. Viúvo, deixou para trás um filho, Herc, e uma filha, Diana.

## As propagandas impressas
As famosas propagandas impressas de Charlas Atlas tornaram-se icónicas principalmente por terem sido impressas em muitas revistas em quadrinhos durante os anos 40 a 70. O cenário típico apresenta um homem magricela (normalmente acompanhado de uma moça) sendo ameaçado por um valentão. O valentão derruba o "fracote" e a garota entra na humilhação junto. O jovem vai para casa, fica nervoso (normalmente demonstrado chutando uma cadeira), e pede o livro grátis de Atlas. Pouco tempo depois, o novo herói musculoso retorna ao local aonde foi vitimizado, procura pelo valentão. Ele é recompensado pelo rápido retorno de sua namorada e a admiração das outras pessoas.
Este comercial dizia ser baseado numa experiência que Atlas havia tido quando garoto. Com variações, persistiu nos quadrinhos para garotos por décadas. Estes comerciais normalmente terminavam com as palavars: "Assim como é verdade em todos s exercícios do curso de Atlas, você pode fazer exercícios em praticamente qualquer lugar." [7]
Estes comerciais apareceram em quadrinhos até o fim dos anos 80, sendo revividos em algumas paginas de quadrinhos da Marvel em 1997 e também nos websites da Marvel e da DC Comics, e podem ser encontrados em vários lugares da web hoje em dia.